# Red Harvest
A Red Harvest norvég metal együttes. 1989-ben alakultak Oslóban. 2002-es albumukat Spellemannprisen díjra jelölték. Első nagylemezükön még thrash metalt, progresszív metalt és avantgárd metalt játszottak, majd a második albumukkal kezdve industrial metalt játszanak, doom és progresszív metallal keverve. 2010-ben feloszlottak, majd 2015 óta újból aktív a zenekar.

## Diszkográfia
EP-k, demók
- Ocultica (demo, 1989)
- Psychotica (demo, 1990)
- The Maztürnation (EP, 1995)
- New Rage World Music (EP, 1998)
- New World Rage Music (EP, 2001)

Albumok
- Nomindsland (1992)
- There's Beauty in the Purity of Sadness (1994)
- HyBreed (1996)
- Cold Dark Matter (2000)
- Sick Transit Gloria Mundi (2002)
- Internal Punishment Programs (2004)
- A Greater Darkness (2007)

Válogatáslemezek
- The Red Line Archives (2008)

Split lemezek
- Zyklon / Red Harvest (2003)

Koncert albumok
- Harvest Bloody Harvest (DVD, 2006)